# Vareilles (Saône-et-Loire)
Vareilles település Franciaországban, Saône-et-Loire megyében. Lakosainak száma 279 fő (2022. január 1.). Vareilles Amanzé, Baudemont, Oyé, Saint-Christophe-en-Brionnais, Saint-Laurent-en-Brionnais, Saint-Symphorien-des-Bois és Vauban községekkel határos.

## Népesség
A település népessége az elmúlt években az alábbi módon változott:
| Lakosok száma | 249  | 261  | 270  | 268  | 270  | 275  | 276  | 276  | 279  |
|               | 2013 | 2015 | 2016 | 2017 | 2018 | 2019 | 2020 | 2021 | 2022 |